# Caleb Marshall Brown
Pour les articles homonymes, voir Brown.
Ne doit pas être confondu avec Caleb Brown joueur de rugby international australien au poste d'ailier.
Caleb Marshall Brown est un paléontologue canadien travaillant à Drumheller, en Alberta. 

## Présentation
Il se spécialise dans la taphonomie et étudie les variations de l'ornementation des cornes et des volants sur les cératopsiens pour tester les théories de l'évolution.
Caleb a grandi à Red Deer et a obtenu son baccalauréat et sa maîtrise à Calgary. Il a terminé son doctorat à l'Université de Toronto en étudiant la variation au niveau de la population et la morphologie évolutive des dinosaures à cornes de l'Alberta tout en travaillant au laboratoire Evans (dirigé par David C. Evans). Il est actuellement conservateur de Dinosaur Systematics & Evolution au Royal Tyrrell Museum de Drumheller, en Alberta.
Caleb a travaillé en Alberta, dans le sous-arctique canadien, en Chine et en Mongolie, et a aidé à décrire au moins six nouvelles espèces de dinosaures.

## Remerciements et mariage: Regaliceratops peterhewsi
Dans la section des remerciements de l'article décrivant Regaliceratops peterhewsi, Caleb a proposé à sa petite amie d'alors avec la ligne: "C.M.B. aimerait spécifiquement souligner le soutien continu et indéfectible de Lorna O'Brien. Lorna, veux-tu m'épouser?" (elle a dit oui).